# 文月悠光
文月 悠光（ふづき ゆみ、1991年7月23日 - ）は、日本の詩人。北海道札幌市南区出身。武蔵野大学客員准教授。夫は作曲家の坂東祐大。

## 経歴
札幌市立真駒内中学校2年時の2006年から詩誌「現代詩手帖」や「詩学」へ詩を投稿する。2007年に中学3年時で詩学最優秀新人賞を、北海道札幌旭丘高等学校2年時の2008年に帷子耀に並ぶ過去最年少16歳で現代詩手帖賞を受賞。
高校3年時の2009年に第1詩集『適切な世界の適切ならざる私』を上梓して、中原中也賞と丸山豊記念現代詩賞を過去最年少18歳で、それぞれ受賞する。
早稲田大学教育学部在学時は詩やエッセイ、書評を寄稿しながら、詩の朗読で都内のイベントへ出演。2013年に、講談社が主催する女性アイドルオーディション「ミスiD2014」へ応募
して、個人賞を受ける。
同年、第2詩集『屋根よりも深々と』を思潮社より上梓。
第80回NHK全国学校音楽コンクール高等学校の部課題曲「ここにいる」を作詞。2014年に石原千秋ゼミを卒業する。
2016年、初のエッセイ集『洗礼ダイアリー』、第3詩集『わたしたちの猫』を刊行。
2022年、6年ぶりの新詩集『パラレルワールドのようなもの』を刊行。
2015年から2016年にかけて、「現代詩手帖」の新人作品欄・第54回現代詩手帖賞の選考を担当。同じく選者の朝吹亮二と共に、マーサ・ナカムラ、水沢なおを受賞者に選出した。
2022年（令和4年度用）より、高校の国語教科書『高等学校 新編現代の国語』（第一学習社）に、エッセイ集『臆病な詩人、街へ出る。』（新潮文庫）の一部が教材として掲載された。
過去にはラジオ番組「J-WAVE TOKYO MORNING RADIO」で詩を朗読するコーナーを担当したほか、詩人としてタイツの商品企画に一部参加。2013年のシブカル祭。では、シンガーソングライターの吉澤嘉代子とコラボレーションするなど、芸術各方面へ積極参加している。
2024年2月5日、自身のSNSにて作曲家の坂東祐大と2023年7月に結婚していたことを発表した。

## 年譜
- 2001年 『くずかごの中の詩－都立代々木高校のある青春』[10]をきっかけに詩の創作を始める。
- 2006年 「現代詩手帖」「詩学」へ詩を投稿する。
- 2007年2月 第3回詩学最優秀新人賞を受賞する。
- 2008年4月 第46回現代詩手帖賞を受賞する。
- 2009年10月 第1詩集『適切な世界の適切ならざる私』[11]を上梓する。
- 2010年2月 第15回中原中也賞[12]を受賞する。4月 第19回丸山豊記念現代詩賞を受賞する。
- 2010年7月 「現代詩手帖」7月号に、特集「文月悠光――私から“わたし”へ」、佐々木敦との対談、吉増剛造との往復書簡などが掲載される。
- 2013年8月 第2詩集『屋根よりも深々と』[13]を上梓する。
- 2013年10月 第80回NHK全国学校音楽コンクール高等学校の部課題曲「ここにいる」を作詞する。
- 2016年 初のエッセイ集『洗礼ダイアリー』、第3詩集『わたしたちの猫』を上梓。
- 2018年　2冊目のエッセイ集『臆病な詩人、街へ出る。』を上梓。第1回笹井宏之賞の選考委員を務める。
- 2022年10月 第4詩集『パラレルワールドのようなもの』を思潮社より上梓。第31回萩原朔太郎賞候補、第34回富田砕花賞を受賞。
- 2023年4月 武蔵野大学客員准教授に着任。
- 2025年2月 第5詩集『大人をお休みする日』を角川春樹事務所より刊行。雑誌「婦人之友」「mina」での連載詩を中心とする一冊。

## 人物
中学生時代は演劇部、高校生時代は美術部にそれぞれ参加して部長を務める。大学進学後は早稲田大学短歌会に所属し、別名義で短歌を発表した。
主な著作

### 単行本
- 適切な世界の適切ならざる私（第1詩集、2009年10月、思潮社、ISBN 978-4-7837-3162-7；2020年11月、ちくま文庫、ISBN:978-4-480-43709-9）
- 屋根よりも深々と（第2詩集、2013年8月、思潮社、ISBN 978-4-7837-3365-2）
- 洗礼ダイアリー（エッセイ集、2016年9月、ポプラ社、ISBN  978-4-591-15147-1）
- わたしたちの猫（第3詩集、2016年10月、ナナロク社、ISBN 978-4-904292-70-9）
- 臆病な詩人、街へ出る。（第2エッセイ集、2018年2月、立東舎、ISBN 978-4-845631-79-7、2021年11月、新潮文庫、978-4-101033-61-7）
- パラレルワールドのようなもの（第4詩集、2022年10月、思潮社、978-4-783745-11-2）
- 大人をお休みする日（第5詩集、2025年2月、角川春樹事務所、978-4758414753）

#### アンソロジー
- 十五回目の少女（『詩のリレー2』2007年12月、ふらんす堂、ISBN 978-4-89402-998-9）
- 月夜のくだもの（管啓次郎・野崎歓編『ろうそくの炎がささやく言葉』2011年8月、勁草書房、ISBN 4-326-80052-6）
- 撫でる（大竹昭子編『ことばのポトラック』2012年4月、春風社、ISBN 978-4-86110-310-0）

#### CDブックレット
- 譚詩曲〜11stories on Violin（ヴァイオリン奏者花井悠希のCDアルバム、2011年1月、日本コロムビア）

#### 広告
- 彼女が花ひらくとき（化粧品ブランドマジョリカ マジョルカのウェブサイトの詩を制作、2014年10月、資生堂）

#### poepencil
- てにをは少女のひみつ（2011年、oblaat）

#### タイツ
- 原稿用詩（原稿用紙の柄に、オリジナルの詩が印字されたデザイン。2012年、tokone）
- 詩と女（イラストレーターmiccaとのコラボ、2012年、tokone）
- ribon（イラストレーターmiccaとのコラボ、2012年、tokone）

#### 連載詩
- 私たち、密生する。（「アフンルパル通信 」第6 - 9号、2008年11月10日 - 2010年3月10日、書肆吉成）
- 恋の詩（「ナナロク社WEB 」、2012年5月 - 2013年。2016年に詩集『わたしたちの猫』としてナナロク社より単行本化）

### 歌詞
- ここにいる（2013年、第80回NHK全国学校音楽コンクール高等学校の部の課題曲として制作、作曲者新実徳英）
- ぼくらの日曜日（2015年11月11日、寺嶋由芙のシングルCD「いやはや ふぃ〜りんぐ」のカップリング曲。寺嶋との共同作）

### エッセイ
- 一〇年代なんて、知らない。（「現代詩手帖」2010年12月号）
- 不完全な世界に住む不完全なひと（「ユリイカ2011年1月臨時増刊号 総特集=村上春樹」）
- 女王のベッド（「真夜中」No.13 2011 Early Summer）
- 朗読少女（「群像」2011年10月号）
- 遊び恐怖症（「すばる」2011年10月号）
- 教室でひとり（「文藝春秋」2011年12月号）
- あてどない祈りとして（「ユリイカ2012年1月臨時増刊号 総特集=石川直樹」）
- 真冬の献血車（『冬の本』2012年12月12日、夏葉社、ISBN 4-904816-07-2）
- 『こころ』に眠るわたしたち（石原千秋責任編集『夏目漱石『こころ』をどう読むか』2014年5月20日、河出書房新社、ISBN 4-309-02289-8）
- ゆるせますか？（『世界を平和にするためのささやかな提案』2015年5月26日、河出書房新社、ISBN 4-309-61694-1）
- 詩人のドバイ感覚紀行（幻冬舎サイト「幻冬舎plus」2015年3月 - 6月連載）
- 洗礼ダイアリー（ポプラ社サイト「WEB asta*」2015年8月 - 2016年7月。2016年9月にポプラ社より単行本化）
- 臆病な詩人、街へ出る。（「cakes」2016年1月 - 連載中）
- 祈りのように眩しい（東京新聞 2016年10月6日夕刊文化面。TOKYO MX「5時に夢中！」内で紹介される）

### 書評
- 読書日録（「すばる」2010年10月号 - 12月号連載）
- NAVI＆navi（「読売新聞」夕刊ライブラリー面にて連載 2012年4月21日 - 2014年1月11日）
- 40人のここが気になる（「ケトル」連載 2014年6月21日 - 2022年12月）

### 文庫解説
- 私自身の見えない徴（エイミー・ベンダー著、管啓次郎訳、角川文庫、2010年4月）
- 最後の冒険家（石川直樹著、集英社文庫、2011年9月）
- ことば汁（小池昌代著、中公文庫、2012年1月）
- UGLY（加藤ミリヤ著、幻冬舎文庫、2016年4月）

### 対談
- 佐々木敦（「現代詩手帖」2010年7月号、文月悠光特集号）
- 栩木伸明（「週刊読書人」2010年12月10日号、映画「ノルウェイの森」に関して。映画からインスピレーションを得た詩作品も執筆）
- 花井悠希（「ばよりん彼女 花井悠希フォトブック」2011年3月、音楽出版社。 「CD Journal」2011年04月号）
- 金原瑞人（「飛ぶ教室」44号、2016年1月）
- 福間健二（「キネマ旬報」2016年11月上旬号、映画『秋の理由』について）

### 展示
- 「蕾と花のあいだ」（写真家杣田美野里との写真と詩の展示、ジュンク堂書店、札幌店2010年4月1日 - 30日、池袋本店2011年3月1日 - 31日）
- 「南桂子生誕100年記念展・きのう小鳥にきいたこと ―谷川俊太郎、蜂飼耳、文月悠光、三詩人の詩とともに―」（ミュゼ浜口陽三ヤマサコレクション、2011年1月8日 - 3月21日、4月10日 - 30日）
- 「ことばのシャツ展」（詩を元に早稲田大学繊維研究会がシャツを制作、詩とシャツの展示、02カフェ、2013年4月22日 - 27日）
- 「ほんとうにこどもだったころ」（デザイナー宮園夕加制作の詩のランプを中心とした二人展、PRESSROOM EXHIBITION vol.2、2014年5月12日 - 18日）
- 「Sunlight Moonlight 〜文月悠光さんの詩とともに〜」（画家・高山裕子の絵に詩を寄せた展示、葉月ホールハウス、2015年7月4日 - 18日）
- 「声の現場」OPEN SITE 6　　TOKAS推奨プログラム（作曲家・坂東祐大とのサウンドインスタレーション、2021年12月24日 - 2022年1月16日、トーキョーアーツアンドスペース本郷）
- 「光の子ども  ──言葉で描く。 絵で綴る。」（画家・久野志乃の絵に詩を寄せた二人展、ギャラリー門馬、2022年7月7日 - 7月18日）

## 主な出演

### テレビ
- NHK短歌（NHK、2011年12月25日）
- 発表！Nコン2013課題曲（NHK Eテレ、2013年2月17日、NHK全国学校音楽コンクール高等学校の部課題曲の作詞者として出演）
- 青山ワンセグ開発（NHK Eテレ、2014年6月期企画「平成サウダージ」にて、画家谷内六郎の絵に詩を書き下ろし朗読する）
- 新世代が解く！ニッポンのジレンマ　元日SP（NHK Eテレ、2017年1月1日）
- 日曜美術館（NHK、2019年12月15日）
- Edge Art Documentary 文月悠光編(テレコムスタッフ制作、スカパー！、2021年1月23日)

### ラジオ
- GAKU-Shock（TBSラジオ、2010年5月2日）
- 坂本美雨のディア・フレンズ（TOKYO FM、2012年1月9日）
- J-WAVE TOKYO MORNING RADIO（J-WAVE、2013年9月より毎週月曜日に書き下ろしの詩を朗読。2010年6月7日、2014年7月21日、2015年5月5日にゲスト出演）
- ミュ～コミ＋プラス（ニッポン放送、2016年11月1日）
- 荻上チキ・Session-22（TBSラジオ、2016年11月24日、2016年12月1日）
- 文化系トークラジオ Life（TBSラジオ、2018年3月4日、2018年12月23日）
- アシタノカレッジ（TBSラジオ、2023年1月13日）

### 映画
- あるいは佐々木ユキ（福間健二監督、2013年1月公開）

### ショートムービー
- 『ろうそくの炎がささやく言葉』 プロモーション（大川景子制作、2011年8月）
- 文月悠光 適切な世界の適切ならざる私 modern poet "Yumi Fuzuki"（まるやまもえる制作、2011年12月）
- tokone TWO TIGHTS/ 文月悠光とチョウ・ヒカルのタイツ（まるやまもえる制作、2013年12月）